# كليفت تسوجي
كليفت تسوجي هو سياسي أمريكي، ولد في 20 يناير 1941 في Papaikou, Hawaii ‏ في الولايات المتحدة، وتوفي في 15 نوفمبر 2016 في هونولولو في الولايات المتحدة. نشط حزبياً في الحزب الديمقراطي. وقد انتخب عضو مجلس النواب في هاواي ‏.